# Klaus Roth
Klaus Friedrich Roth (29. října 1925 Vratislav – 10. listopadu 2015 Inverness) byl britský matematik židovského původu narozený na území dnešního Polska (tehdy Německa). Roku 1958 obdržel Fieldsovu medaili. V teorii čísel proslul svými příspěvky k problému Diofantovy aproximace a teorii diskrepance.
Jeho rodina odešla z Německa po uchopení moci nacisty v roce 1933, když mu bylo osm let. Vystudoval poté matematiku na Cambridgeské univerzitě (na koleji Peterhouse). Absolvoval roku 1945. Rok poté začal vědecky pracovat na University College London, pod vedením Theodora Estermanna. Roku 1952 začal pracovat na teorii množin, výsledkem byl roku 1955 Rothův teorém (někdy též zvaný Thue–Siegel–Rothův) týkající se Diofantovy aproximace. Hlavně za něj získal roku 1958 prestižní Fieldsovu medaili. Roku 1961 byl na University College jmenován profesorem. Roku 1966 se stal vedoucím katedry na Imperial College London. Zde působil až do odchodu do důchodu v roce 1988.